# Grevilea

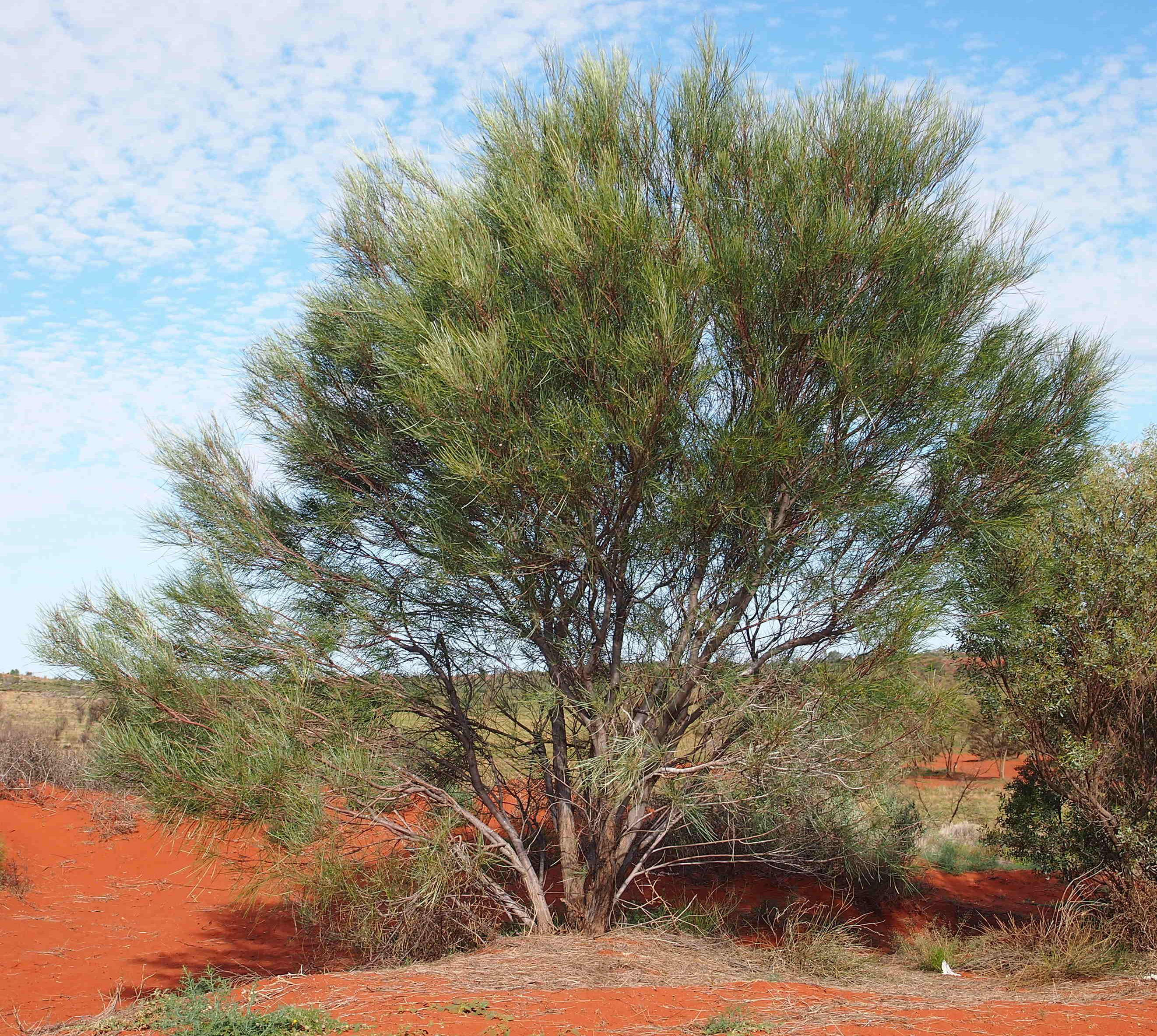
Grevillea stenobotrya na přirozeném stanovišti

Grevilea (Grevillea) je rod rostlin z čeledi proteovité. Jsou to stálezelené keře a stromy se střídavými, jednoduchými nebo zpeřeně složenými, tuhými listy různých tvarů a podob. Čtyřčetné květy mají dlouhou čnělku a jsou uspořádány v květenstvích různých typů. Vyznačují se specializovaným způsobem přenosu pylu. Opylují je nejčastěji ptáci (medosavky) nebo hmyz. Plodem je nejčastěji měchýřek. Semena s míškem vyhledávají a rozšiřují mravenci, křídlatá semena jsou šířena větrem. Rod zahrnuje asi 380 druhů a je rozšířen převážně v Austrálii, pouze několik roste na Nové Guineji, Nové Kaledonii či Sulawesi.
Grevileje jsou vysazovány v sušších oblastech tropů a teplejších subtropů jako okrasné dřeviny. Nejčastěji pěstovaným a zároveň nejvzrůstnějším druhem je grevilea mohutná. Je pěstována v různých částech světa také jako zdroj kvalitního dřeva a jako stínící strom na plantážích. Některé druhy mají význam v lékařství. V oblastech mírného pásu je lze pěstovat jako kbelíkové rostliny. Rostliny mohou při kontaktu s pokožkou způsobovat dermatitidy.

## Popis
Zástupci rodu grevilea jsou jednodomé, stálezelené, vzpřímené až nízce plazivé keře nebo řidčeji stromy. Grevilea mohutná dorůstá výšky 25, výjimečně až 40 metrů. Některé druhy mají podzemní dřevnatou stonkovou hlízu (tzv. lignotuber).
Listy jsou drobné až středně velké, střídavé, kožovité nebo dužnaté, přisedlé či řapíkaté, a mají velmi různorodou podobu. Mohou být jednoduché nebo jednoduše či vícekrát zpeřené, celokrajné nebo se zubatým či ostnitým okrajem, anebo zpeřeně laločnaté až do třetího řádu, s plochým nebo podvinutým okrajem, bifaciální nebo unifaciální. U některých druhů jsou listy redukované nebo i chybějí. Žilnatina je zpeřeně síťnatá nebo souběžná. Některé druhy mají listy aromatické. Mladé semenáčky mohou mít zcela jiné listy než dospělé rostliny. Palisty chybějí. Květenství jsou vrcholové nebo postranní hrozny, okolíky, hlávky nebo laty složené z párů květů, výjimečně redukovaná na jediný květ nebo pár květů. Každý pár květů je podepřen společným šupinovitým listenem.
Květy jsou drobné až velké, většinou čtyřčetné, oboupohlavné, stopkaté nebo přisedlé, s dvoustranně souměrným nebo řidčeji pravidelným, nerozlišeným okvětím. Okvětí je zelené, bílé, smetanové, žluté, červené nebo růžové, většinou čtyřčetné. Tyčinky jsou většinou 4 nebo řidčeji jen 3, volné, stejně nebo nestejně dlouhé. Semeník je svrchní, přisedlý nebo stopkatý, diagonálně orientovaný, tvořený jediným plodolistem. Obsahuje 2 vajíčka a nese přímou, zahnutou nebo až spirálně stočenou čnělku s vrcholovou nebo postranní bliznou. Při bází semeníku je nektáriová žlázka. Plodem je tenkostěnný až kožovitý, opadavý nebo vytrvalý, většinou dvousemenný měchýřek nebo výjimečně (Grevillea candicans) nažka. Druh Grevillea glauca má plody dřevnaté. U některých druhů semeníky párových květů srůstají a vytvářejí složený plod. Semena jsou často křídlatá nebo mají míšek.

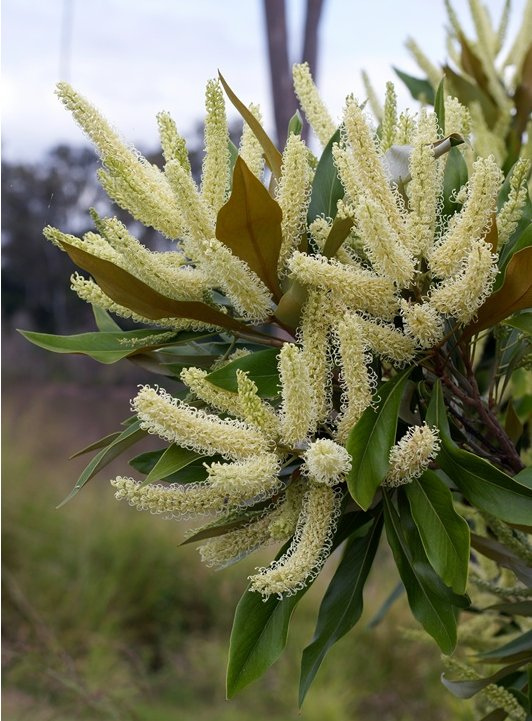
Grevillea baileyana
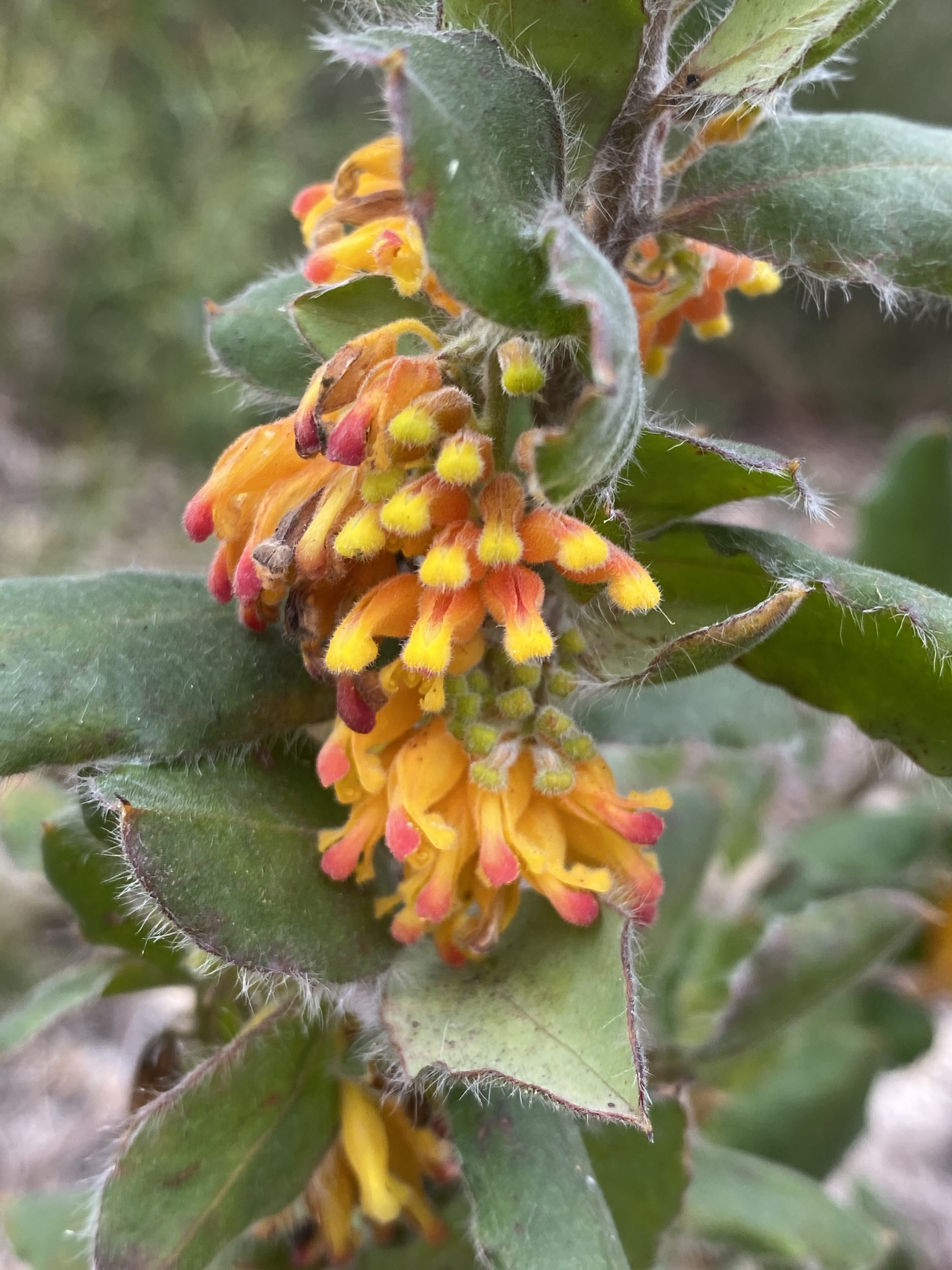
Grevillea drummondii
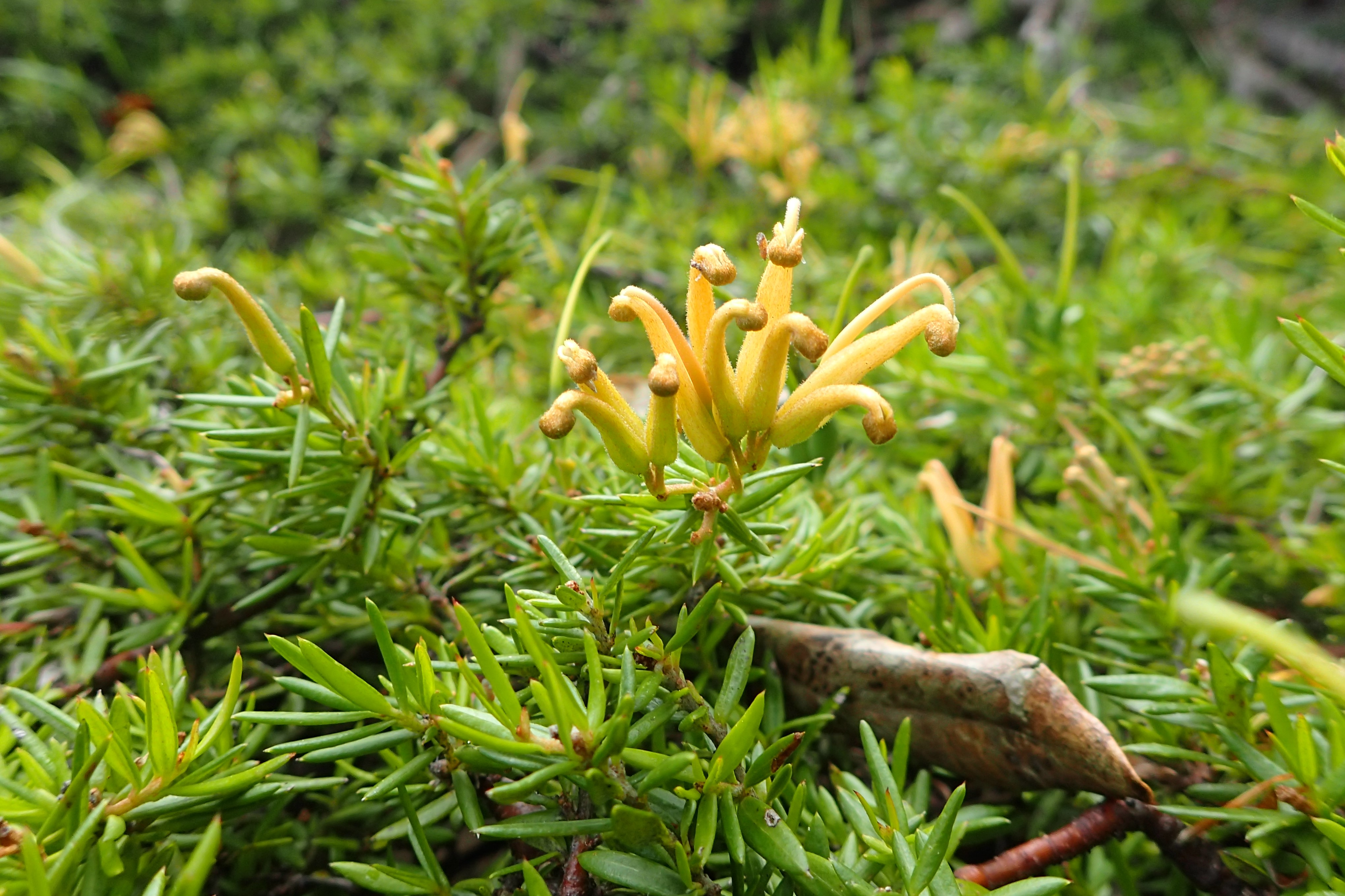
Nízce plazivý druh Grevillea prostrata
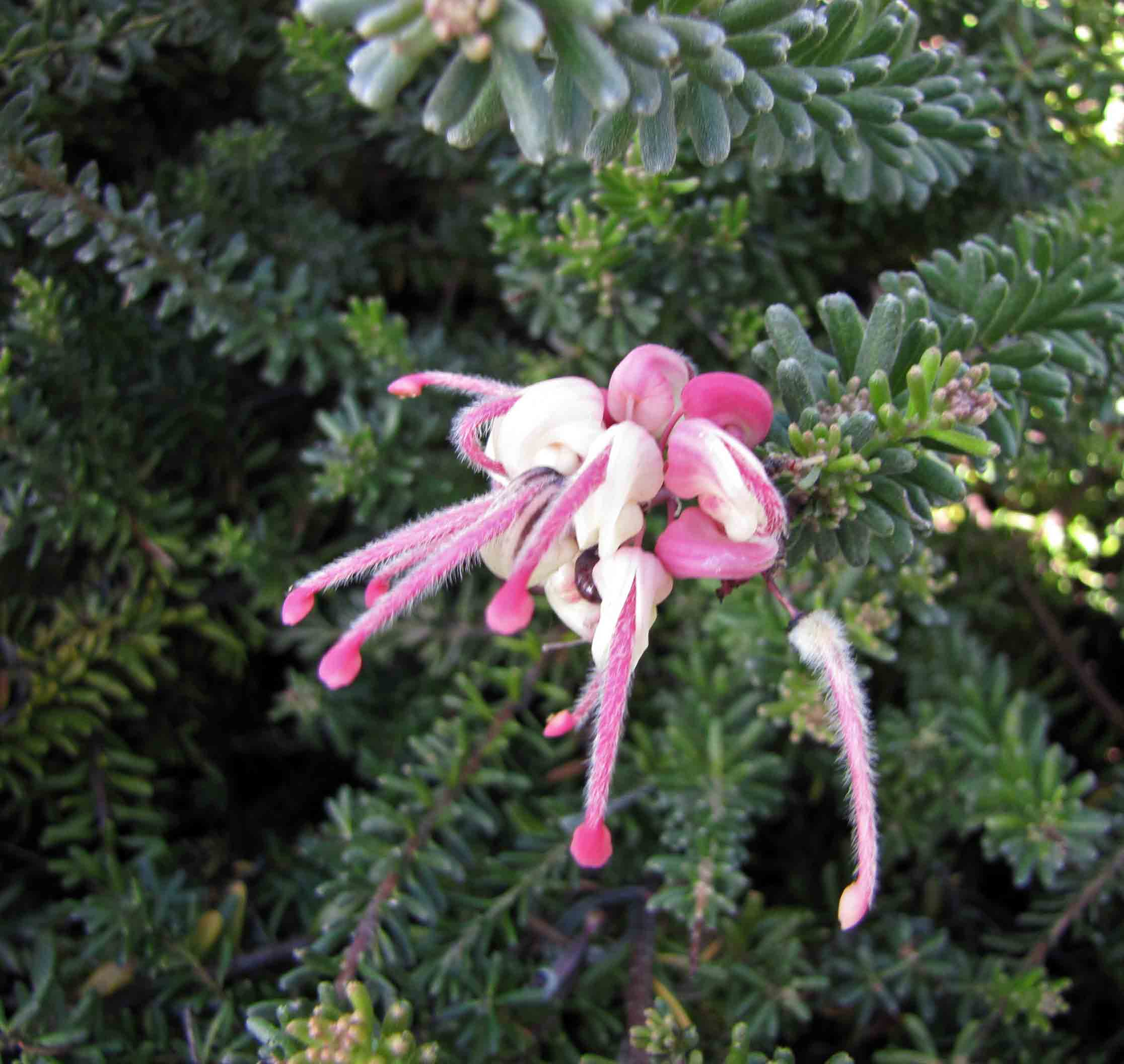
Grevillea lanigera
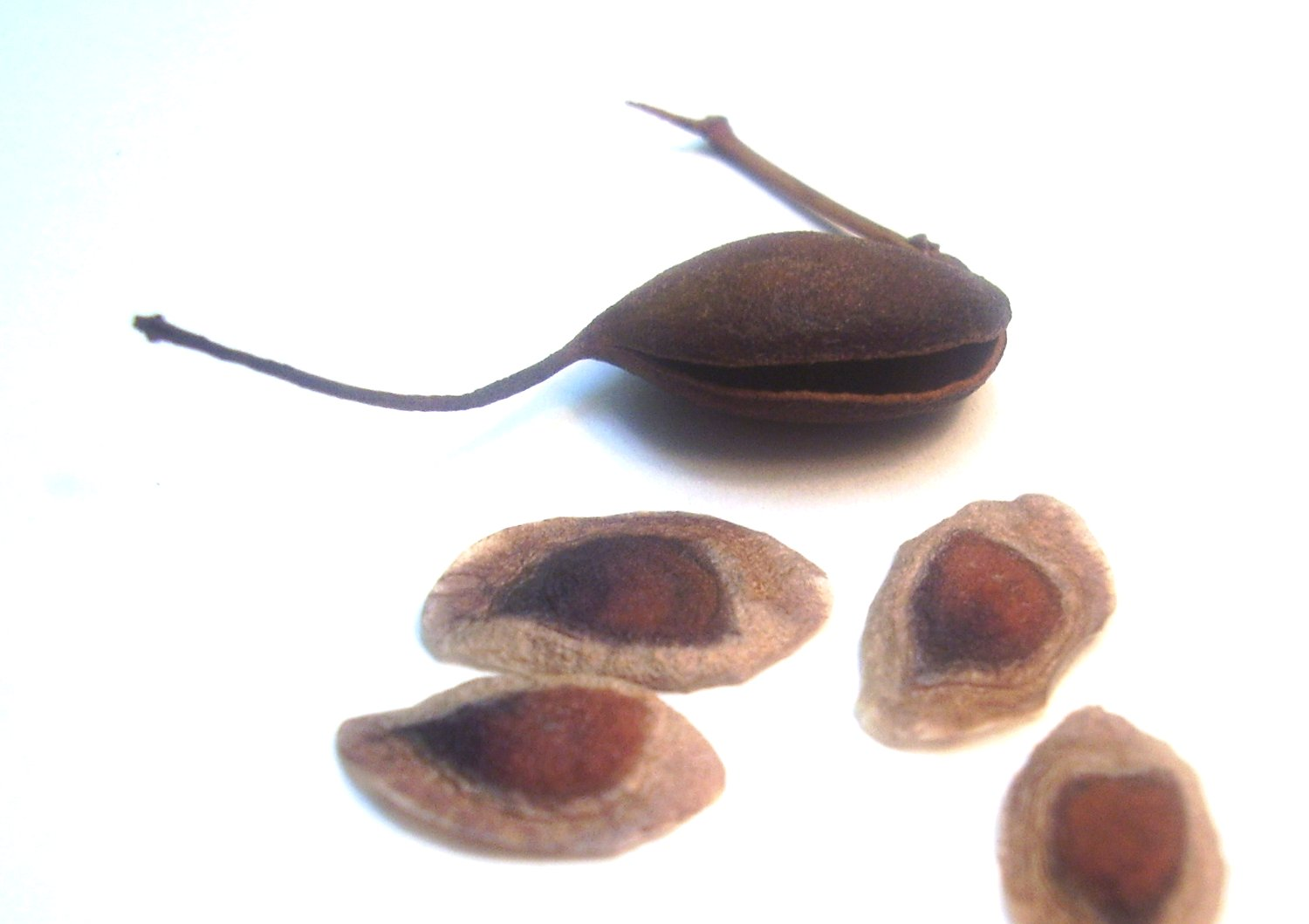
Suchý plod a křídlatá semena grevileje mohutné
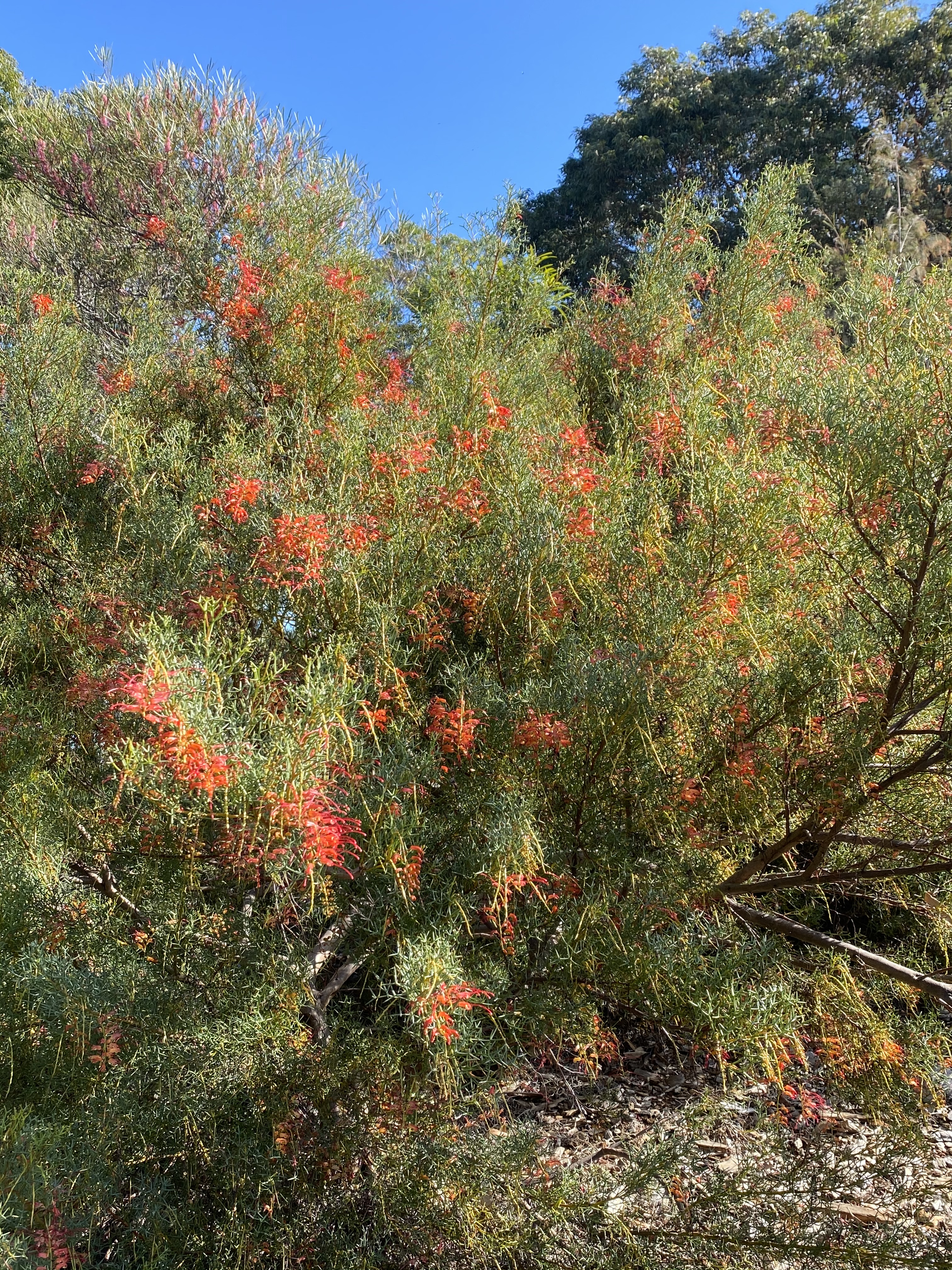
Grevillea dielsiana

## Rozšíření
Rod zahrnuje asi 380 druhů. Převážná většina jsou endemity Austrálie, pouze okrajově zasahuje do Papuasie, jihovýchodní Asie a Tichomoří. Je to třetí největší australský rod kvetoucích rostlin po rodech akácie a blahovičník.
Největší počet druhů roste na jihozápadě australského kontinentu, odkud je uváděno asi 190 druhů. Dalším centrem je přímořský pás východní Austrálie (75 druhů), sever Austrálie v oblastech Top End (25 druhů) a Kimberley (22 druhů).
Z Nové Kaledonie je uváděno 10 druhů, které jsou všechny endemické. Na Nové Guineji rostou 3 druhy, a sice Grevillea glauca, G. baileyana a endemická G. papuana.
Na Tasmánii zasahuje jediný druh, Grevillea australis. V jihovýchodní Asii roste pouze Grevillea elbertii, endemit Sulawesi.
Grevilea mohutná roste zdomácněle v různých částech světa, například na střední Floridě a v Kalifornii. Na Havaji je vedena jako invazní druh.
Převážná většina druhů roste v křovinné vegetaci, stromových savanách a rozvolněných keřových formacích. Pouze několik druhů se vyskytuje v zástinu tropických lesů. Rovněž v alpínských a bažinatých oblastech jsou zastoupeny málo. Rod zcela chybí ve vlhkých horských pralesích severovýchodního Queenslandu a v chladných temperátních deštných lesích Tasmánie a Viktorie.
Různé druhy vyhledávají rozličné typy půd, nejčastěji kyselé až alkalické písčité půdy, laterity a vápencové podklady. Několik druhů v jihozápadní a východní Austrálii a rovněž na Nové Kaledonii vyhledává ultrabazické (hadcové) podklady. S výjimkou několika druhů mořského pobřeží se grevileje vyhýbají zasoleným stanovištím.

## Ekologické interakce

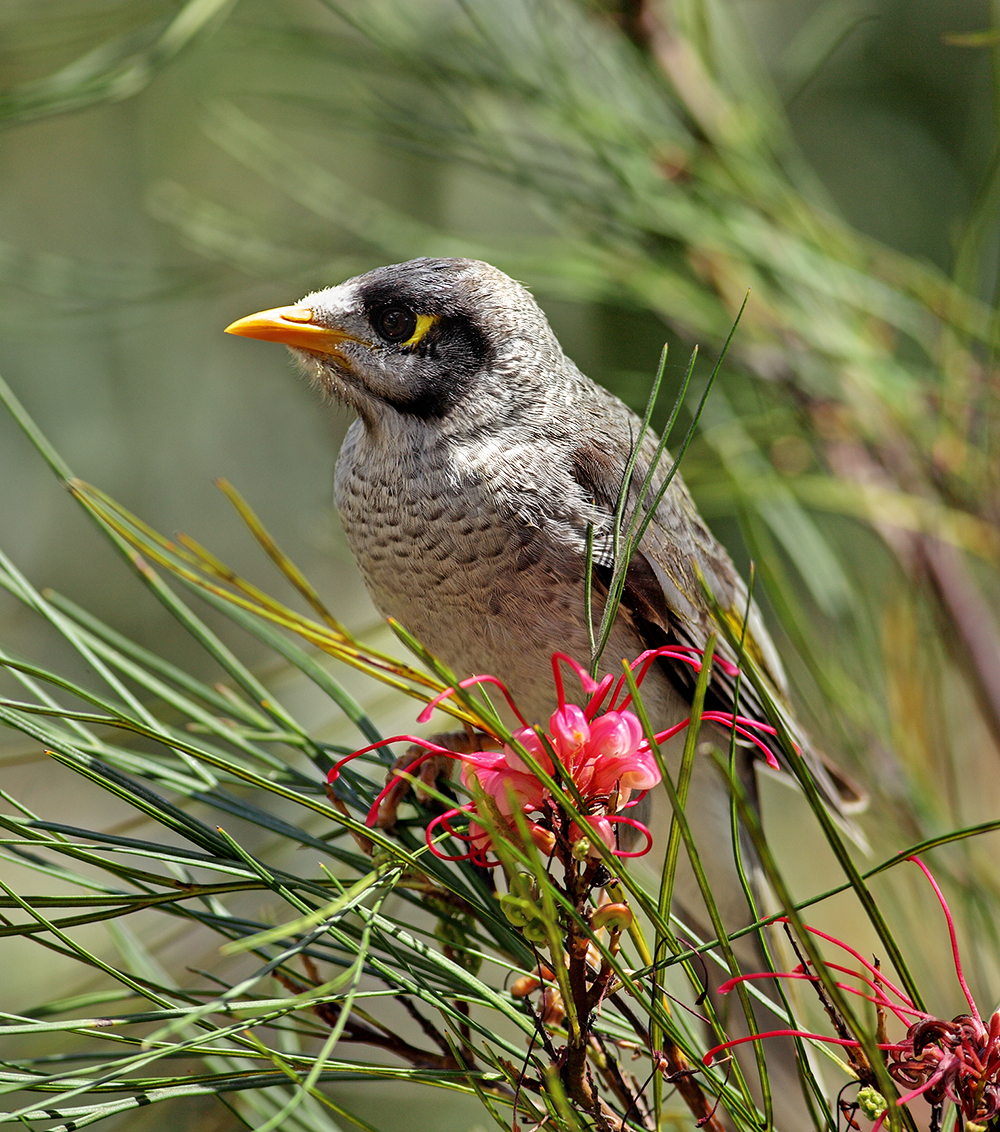
Medosavka hlučná (Manorina melanocephala) na květech grevileje

Grevileje kvetou v průběhu celého roku, hlavní období květu však připadá na zimu a časné jaro.
Rostliny mají zajímavý a specializovaný způsob rozvoje květu a přenosu pylu. Samoopylení je zabráněno protandrií (tyčinky dozrávají dříve než blizna). Před rozvitím květu jsou okvětní lístky spojené a tvoří uzavřenou trubičku, v jejímž konci je ukryt vrchol čnělky, obklopený prašníky. V průběhu otevírání květu se po straně trubičky vynořuje štíhlá čnělka, koncová bliznová část však stále zůstává zaklesnutá ve vrcholové, spojené části okvětí. Konec čnělky je zvětšený a zploštělý, se sterilním vrcholem, který je obklopený bliznovou částí. V angličtině se tato struktura nazývá presenter. Čnělka se dále prodlužuje, a na její sterilní vrchol je těsně před plným rozvinutím květu z prašníků vyprášen pyl. Následně se po oddělení okvětních lístků čnělka uvolňuje a napřimuje. Opylovač se při snaze dostat se k nektaru otírá o její zakončení a je poprášen pylem. U květů opylovaných medosavkami se pyl přenáší na jejich hruď. Blizna je v této fázi kvetení zanořená do povrchu čnělky a dosud nedozrálá. Receptivní se stává asi den až dva po uvolnění pylu a květ tím přechází do samičí fáze.
Paleta opylovačů je poměrně široká. Mnoho druhů je specializováno na opylování medosavkami, nektarožravými pěvci z čeledi kystráčkovití. V Austrálii je navštěvují zejména různé druhy rodů Anthochaera, Meliphaga, Melithreptus a Phylidonyris. Nektar je produkován v denních i nočních hodinách.
V noci květy nezřídka navštěvují i netopýři.
Květy druhů opylovaných ptáky produkují velké množství řídkého nektaru. U grevileje mohutné bylo zjištěno, že nespotřebovaný nektar je v květech zpětně vstřebáván.
Jiné druhy jsou specializovány na opylování hmyzem, zejména brouky, včelami, můrami a mravenci.
Grevillea leucopteris ze západní Austrálie má bělavé květy v bohatých květenstvích, které vydávají pižmový zápach a nejvíce nektaru tvoří kolem půlnoci. Hlavními opylovači jsou robustní noční vrubounovití brouci z rodu Pachytricha, kteří jsou k rostlině přitahováni i na velkou vzdálenost. Pyl se jim nalepí na hruď a krovky. Květy tohoto druhu navštěvují i různé můry, které však nejsou v opylování efektivní. Rostlina má stonky, listeny i listy pokryté lepkavými pryskyřičnatými žlázkami, na něž se přichycuje množství drobnějšího hmyzu. Žádný mechanismus trávení kořisti a vstřebávání živin však nebyl zjištěn a nejedná se tedy o masožravou rostlinu.
Grevileje často rostou v oblastech s periodickými požáry, které dospělé rostliny zpravidla zahubí a jejich přežití proto závisí na semenné bance. Výjimku tvoří nemnohé druhy, které přežívají prostřednictvím podzemní dřevnaté hlízy. Plody z rostlin zpravidla opadávají před začátkem další vegetační sezóny.
Semena většiny druhů jsou buď opatřena míškem nebo mají okrouhlé křídlo, které slouží k šíření větrem. Olejnaté míšky semen vyhledávají mravenci. Menší druhy zpravidla konzumují míšek na místě, zatímco větší druhy zanášejí semena do hnízda a míšky okousávají až tam. Pro mravence jsou jako potrava atraktivní dokonce i křídla semen některých druhů. Většinu semen, která zůstanou na povrchu půdy, zkonzumují savci, jako je klokan bažinný (Wallabia bicolor) nebo krysa Rattus fuscipes.
Na listech grevilejí se živí housenky martináče Coequosa triangularis, můry Carthaea saturnioides z čeledi Carthaeidae a různých drobnějších druhů můr, jako je například běžně rozšířená Oenochroma vinaria. Ve větvích vrtají housenky drobného drvopleně Zeuzera coffeae.

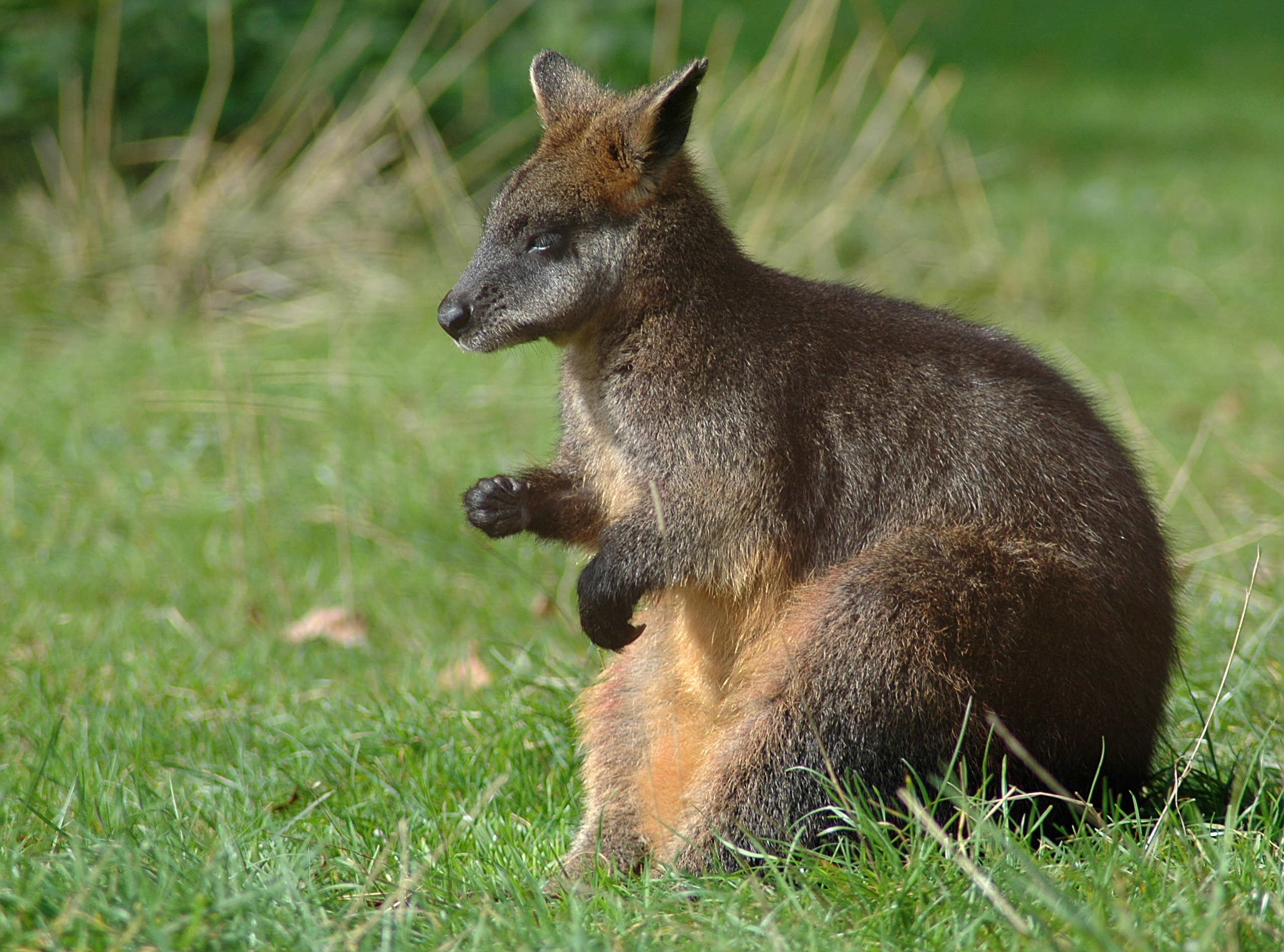
Klokan bažinný
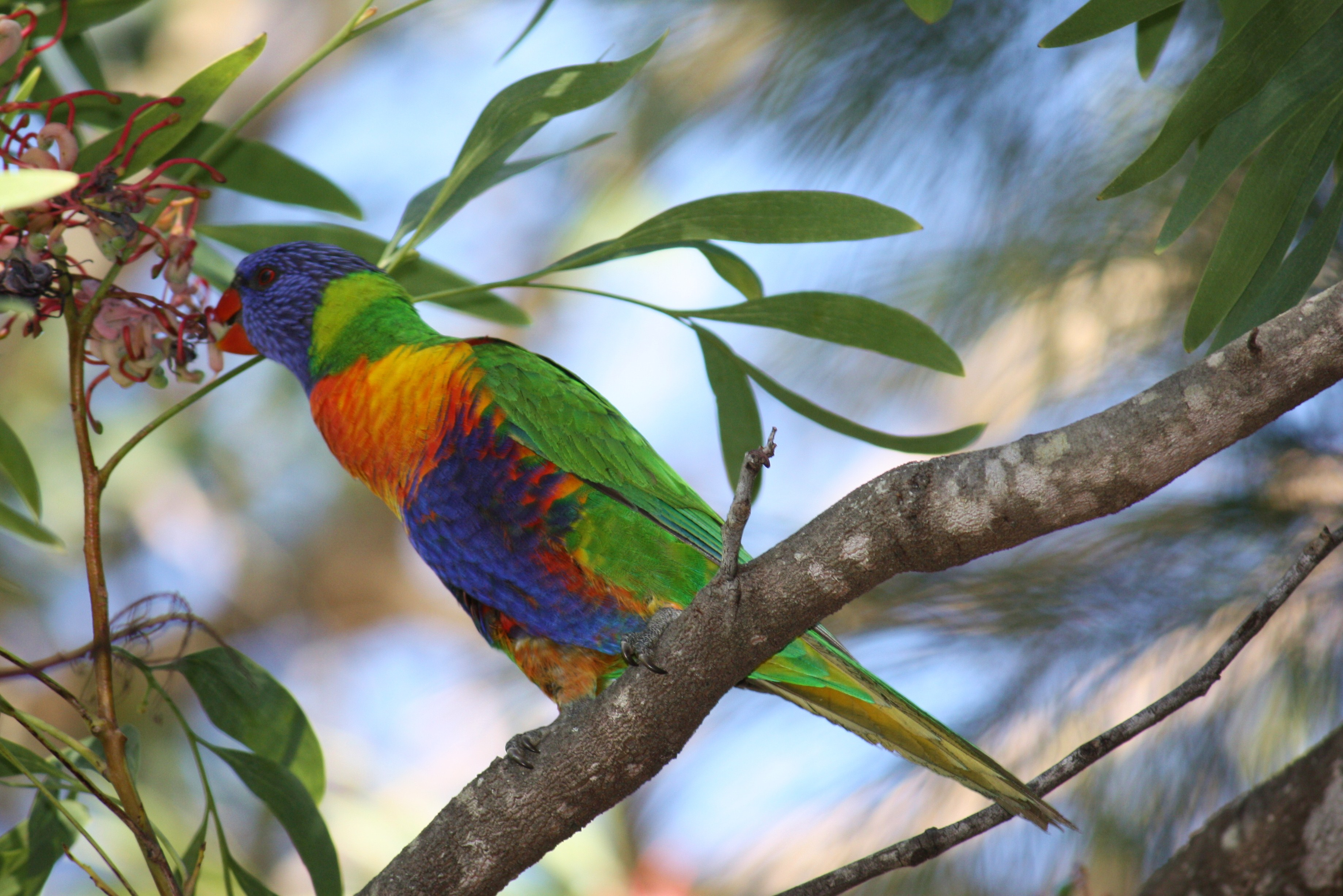
Lori horský na květech grevileje
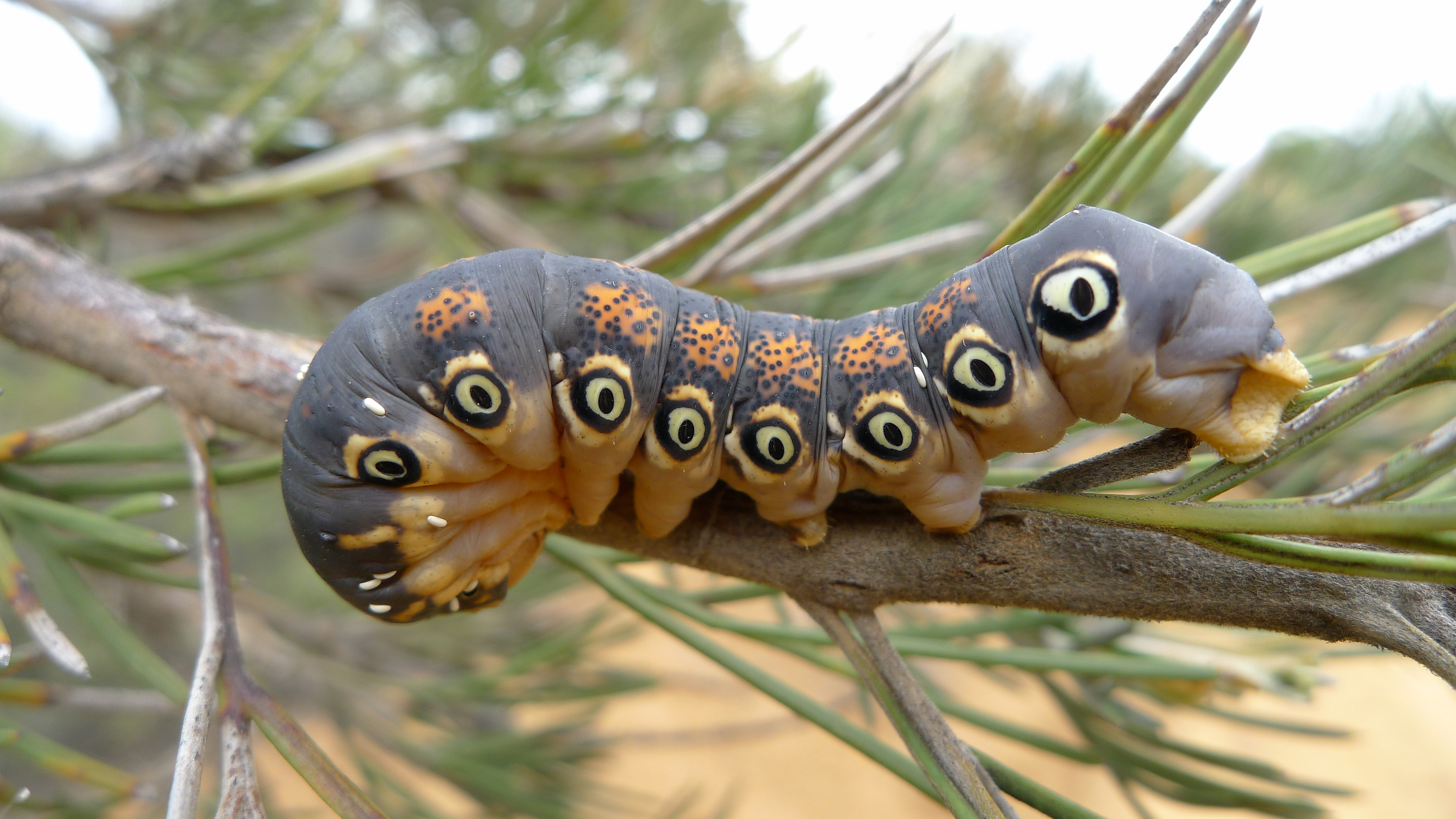
Housenka můry Carthaea saturnioides na grevileji
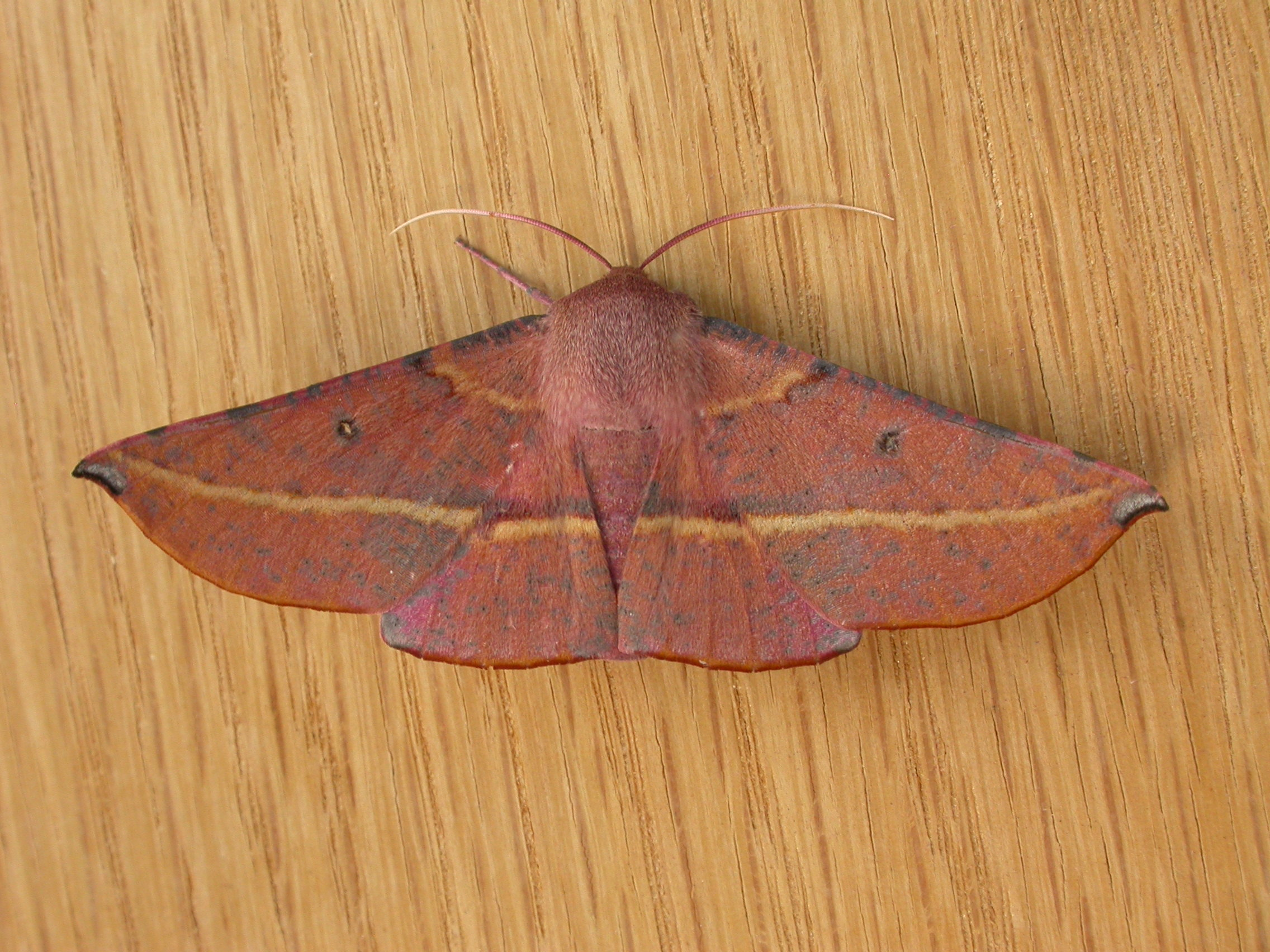
Můra Oenochroma vinaria

## Obsahové látky a jedovatost
U některých druhů grevilejí je známo, že při kontaktu způsobují dermatitidy. Hlavními účinnými látkami jsou deriváty resorcinolu (grevillol neboli tridecylresorcinol, 5-pentadecylresorcinol) a příbuzné fenolické látky, které mají dráždivý nebo alergenní účinek. Alergeny grevilejí vykazují zkříženou reakci s účinnými látkami jedovatců (Toxicodendron), obsahujících obdobné sloučeniny. Případy dermatitid jsou nejčastěji zaznamenávány u grevileje Banksovy, Grevillea pteridifolia, příbuzných druhů a hybridů, včetně populárního kultivaru 'Robyn Gordon'.
Občas dochází ke kožním reakcím při zpracovávání čerstvého i vysušeného dřeva grevileje mohutné.
I upravené dřevo zůstává toxické a byly zaznamenány případy vzniku kontaktní dermatitidy při nošení náramku či náhrdelníku ze dřeva tohoto druhu. Rizikový je také kontakt s květy grevileje Banksovy, které jsou používány například v havajských květinových věncích.
Žíravá šťáva Grevillea pyramidalis a Grevillea viscidula způsobuje na kůži bolestivé puchýře.

Strukturní vzorec grevillolu

## Historie a původ názvu

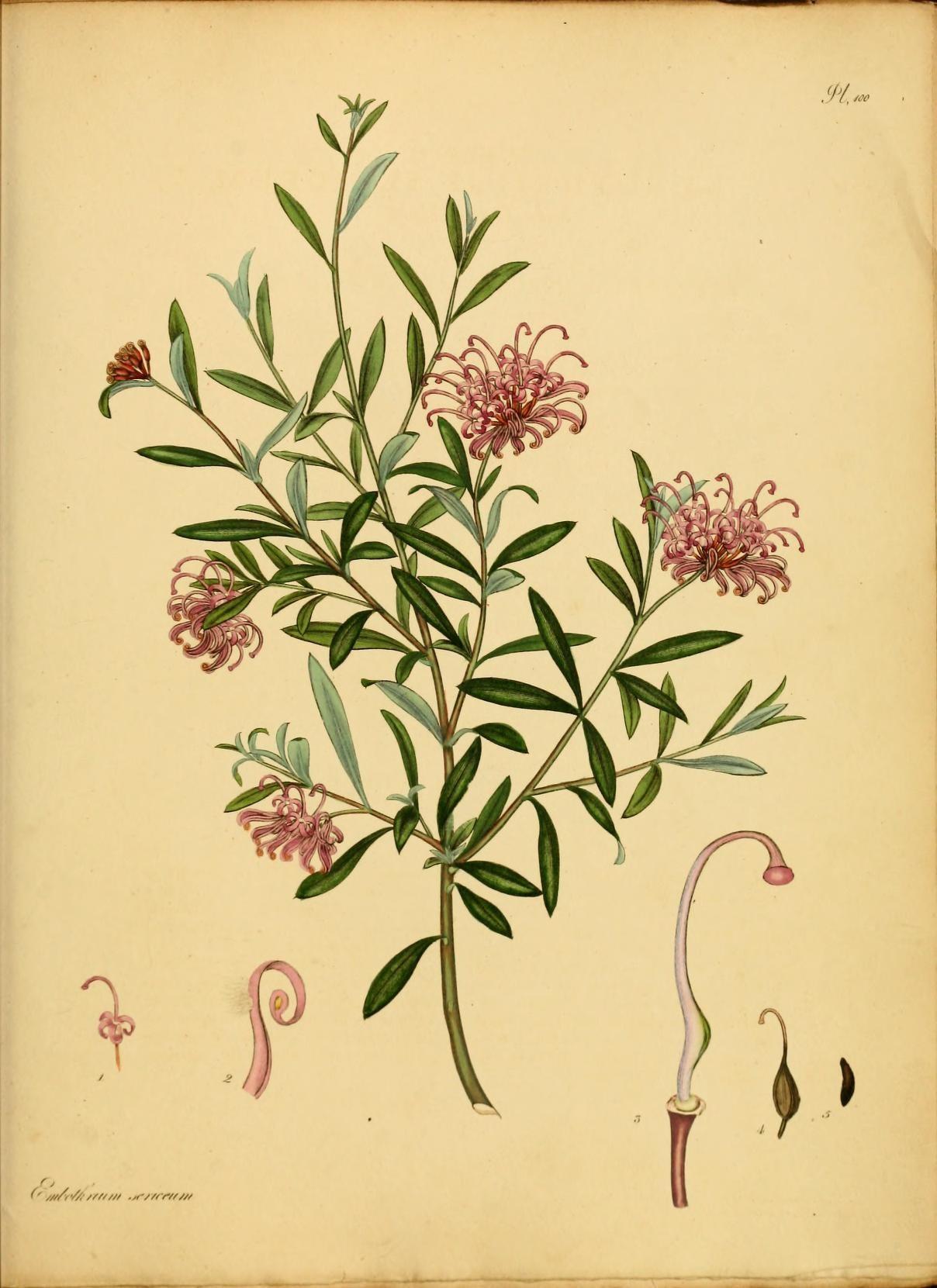
Ilustrace Grevillea sericea z roku 1797

Grevilea byla pro západní svět objevena na první Cookově expedici, během níž v roce 1770 sebrali Joseph Banks a Daniel Solander v Botanickém zálivu u dnešního Sydney první vzorek, později popsaný Robertem Brownem jako Grevillea mucronulata. Solander ihned rozpoznal spojitost s tehdy již známými jihoafrickými proteovitými a rostlinu ve svém rukopise nazval Leucandendroides. Dalšími druhy sebranými na této Cookově výpravě byly Grevillea pteridifolia, Grevillea glauca a Grevillea parallela.
Rodový název použil poprvé v roce 1809 (s přepisem Grevillia) Joseph Knight, londýnský zahradník, který proteovité rostliny jako jeden z prvních úspěšně pěstoval. Rostlinu nazval na počest člena britské Královské společnosti, Charlese Francise Greville. Robert Brown popsal mezi lety 1810 a 1849 celkem 79 taxonů grevilejí. Přepis rodového názvu změnil na Grevillea a toho jméno bylo roku 1959 zakonzervováno.

## Taxonomie
Rod Grevillea je v rámci čeledi Proteaceae řazen do podčeledi Grevilleoideae, tribu Embothrieae a podtribu Hakeinae. Bazálními větvemi daného podtribu jsou malé rody Buckinghamia a Opisthiolepis. Všichni tři zástupci těchto 2 rodů rostou jako pralesní stromy v australském Queenslandu. Naproti tomu zbývající 3 rody, Grevillea, Hakea (153 druhů výhradně v Austrálii) a Finschia (4 druhy v Papuasii a záp. Tichomoří), jsou spíše sklerofylní a morfologicky silně rozrůzněné.
Rod Finschia se odlišuje zejména nepukavými měchýřky s jediným semenem, i když takový typ plodů se druhotně vyskytuje i u některých grevilejí. Hakea mívá dřevnatějící plody, což je způsobeno přítomností nepřerušované vrstvy kambia v chlopních. Plody zůstávají na rozdíl od většiny grevilejí na rostlinách.
Komplexní fylogenetická studie rodu nebyla dosud provedena. Na základě morfologie bývá rozdělován do 33 skupin druhů. Popis australských druhů včetně určovacího klíče byl uveřejněn v roce 2000 v díle Flora of Australia, novokaledonské druhy byly revidovány v roce 2020, druhy z jihovýchodní Asie a Papuasie jsou popsány v díle Flora Malesiana.
Rod Grevillea je podle výsledků fylogenetických studií parafyletický a jeho vývojový strom obsahuje vmezeřené větve rodů Hakea a Finschia.

## Prehistorie
Tribus Hakeinae vznikl asi před 55 milióny let, v době, kdy byla Austrálie ještě spojena s Antarktidou a jejím prostřednictvím i s Jižní Amerikou. Monofyletická skupina rodů Grevillea, Hakea a Finschia se oddělila asi před 38 milióny let. Oddělení samotného rodu Grevillea není v jeho současném taxonomickém pojetí možno stanovit, neboť je parafyletický.
Josef Velenovský popsal z Čech na konci 19. století spolu s několika dalšími rody čeledi proteovité i fosílie rodu Grevillea středně křídového stáří. Podle pozdějších revizí mají však tyto fosílie blíže k čeledi vavřínovité a byly tedy rodu Grevillea přiřazeny mylně.

## Zástupci
- grevilea Banksova (Grevillea banksii)
- grevilea mohutná (Grevillea robusta)[29]

## Význam

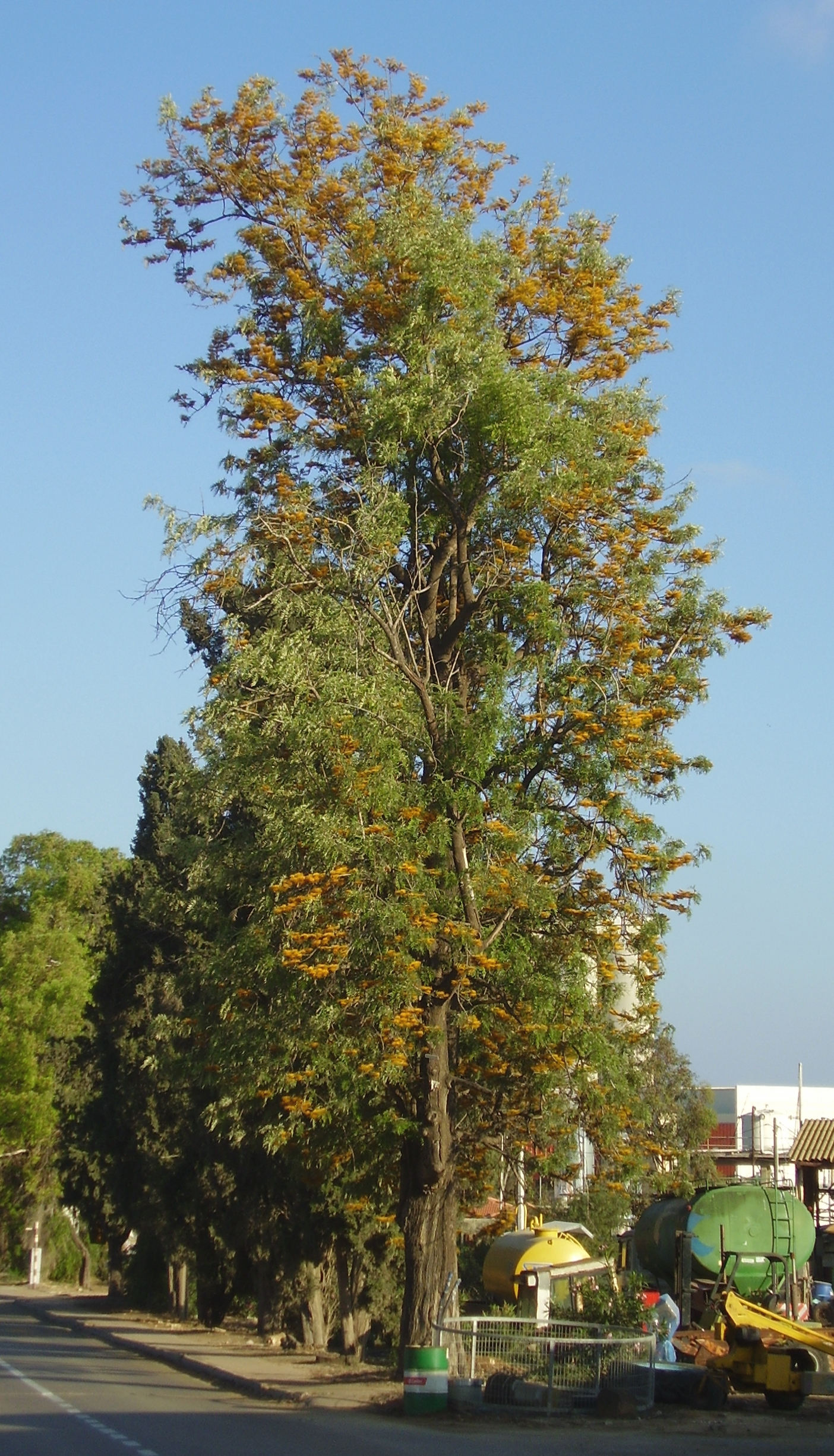
Grevilea mohutná jako pouliční strom v Izraeli

### Zahradnictví
Grevilea mohutná je v tropech a teplejších oblastech subtropů často vysazována jako okrasná dřevina, ceněná zejména pro kapradinovité listy a bohatá oranžovožlutá květenství. Do kultury byla zavedena počátkem 19. století. Je pěstována například na Kanárských ostrovech, Izraeli, severní Africe, Kalifornii a Floridě. Oblíbeným kultivarem je 'Canberra Gem'.
Řidčeji se pěstuje Grevillea nematophylla, žlutě kvetoucí a zdánlivě téměř bezlistý keř se sivými větévkami.
Mezi další druhy v kultuře náleží červenokvětá Grevillea rosmarinifolia, pohledný jemný keř s červenými květy a jehlicovitými listy, který existuje i v bělokvěté formě. Vzhledově podobná, ale žlutokvětá je Grevillea juniperina 'Sulfurea'. V oblastech mírného pásu lze grevileje pěstovat jako kbelíkové rostliny. V kultuře se objevují také červenokvěté druhy grevilea Banksova (G. banksii) a nízká Grevillea alpina. Z četných vyšlechtěných kultivarů hybridogenního původu se pěstuje např. ‘Robyn Gordon' a 'Poorinda Constance'. Posledně jmenovaný kultivar kvete od jara až do podzimu.
Grevileje jsou v subtropických zahradách ceněny také proto, že přitahují medosavky a jiné nektarožravé ptáky.
Grevileje vyžadují plné slunce a dobře propustnou, sušší, neutrální až kyselou půdu. Tolerují písčité půdy. V zimě je třeba zálivku silně omezit. Množí se jarním výsevem semen nebo polovyzrálými letními řízky. Hybridy se většinou roubují. Snášejí řez, který se provádí po odkvětu a zajistí bohatší kvetení a kompaktnější tvar keře. Při jejich prořezávání nutno vzhledem k obsahu dráždivých a alergenních látek dbát na přiměřenou ochranu.

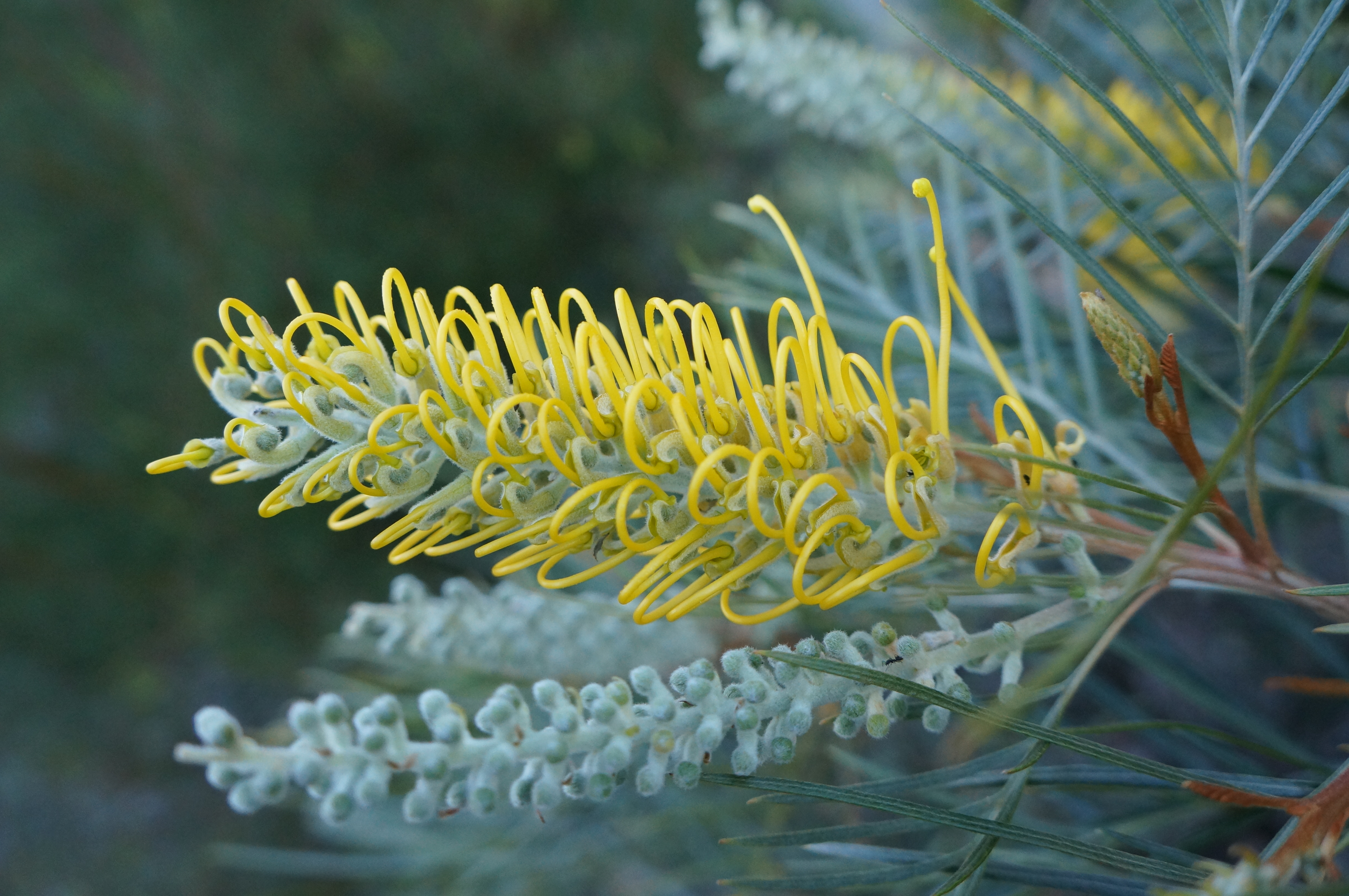
Kultivar 'Wattlebird Yellow'
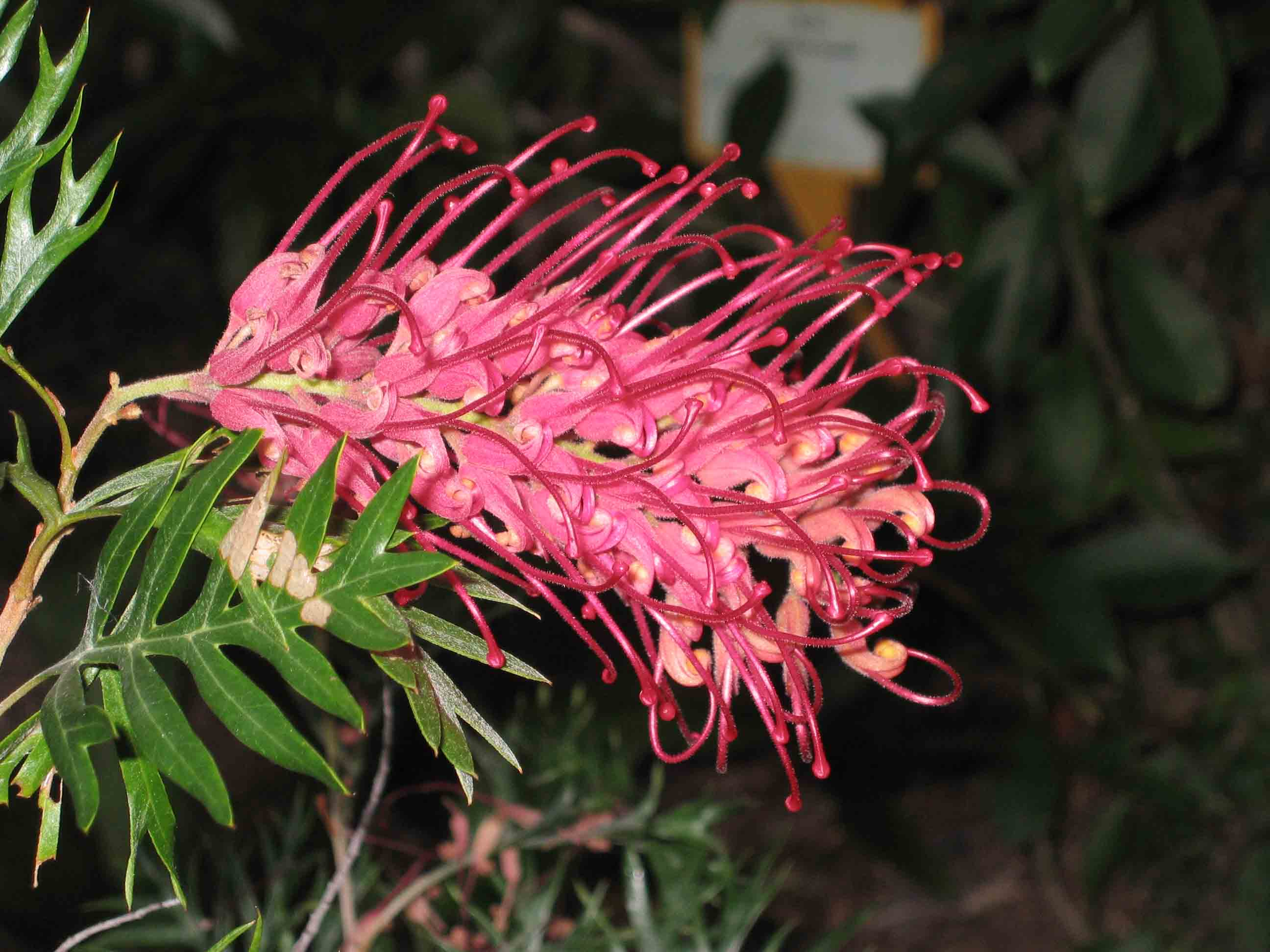
'Robyn Gordon'
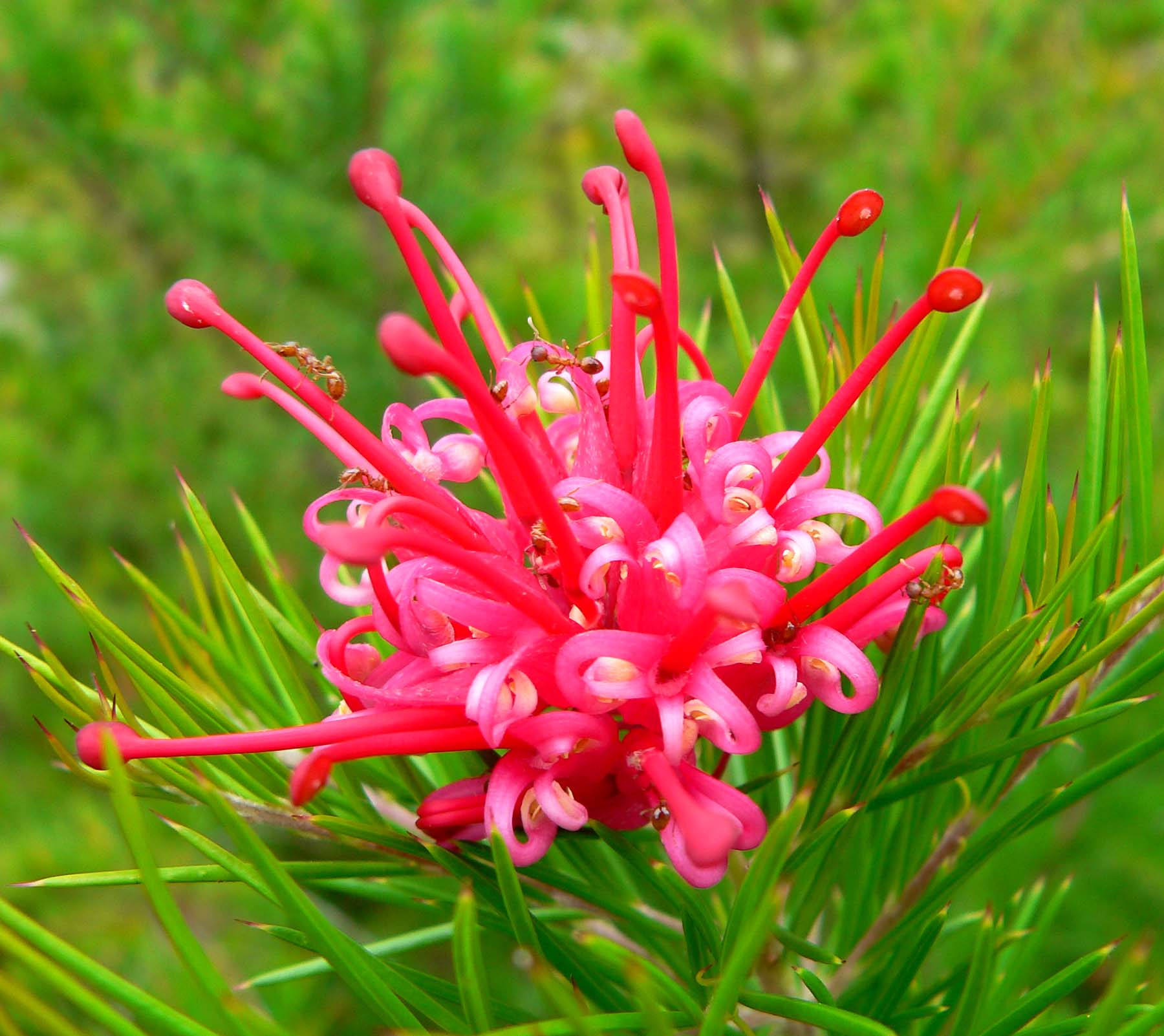
'Canberra Gem'

### Lékařské a domorodé využití
Některé druhy jsou využívány v australské domorodé medicíně. Kůra z Grevillea pyramidalis s antiseptickými účinky se aplikuje na kožní vředy. Také grevilea mohutná a listy a květy Grevillea juncifolia mají antimikrobiální účinky. Z Grevillea pteridifolia byl izolován endosymbiont rodu Streptomyces, produkující širokospektrální antibiotikum (kakadumycin A) s účinky proti grampozitivním baktériím a původcům malárie. Některé druhy obsahují fenolické látky s kardiovaskulární aktivitou.
Leptavou šťávu z Grevillea viscidula používají australští domorodci k tvorbě ozdobných jizev na kůži a kmenových značek.
Grevillea striata, rozšířená téměř po celé Austrálii, je přidávána k tradiční halucinogenní substanci, připravované z lilkovité rostliny Duboisia hopwoodii a známé jako pituri.
Domorodci na Nové Guneji přikládají opečené listy Grevillea papuana na zranění, tropické vředy a boláky. Domorodým Austrálcům poskytují grevileje také sladký nektar, lepidlo a dřevo k výrobě různých nástrojů a zbraní.

### Dřevo a pěstování na plantážích

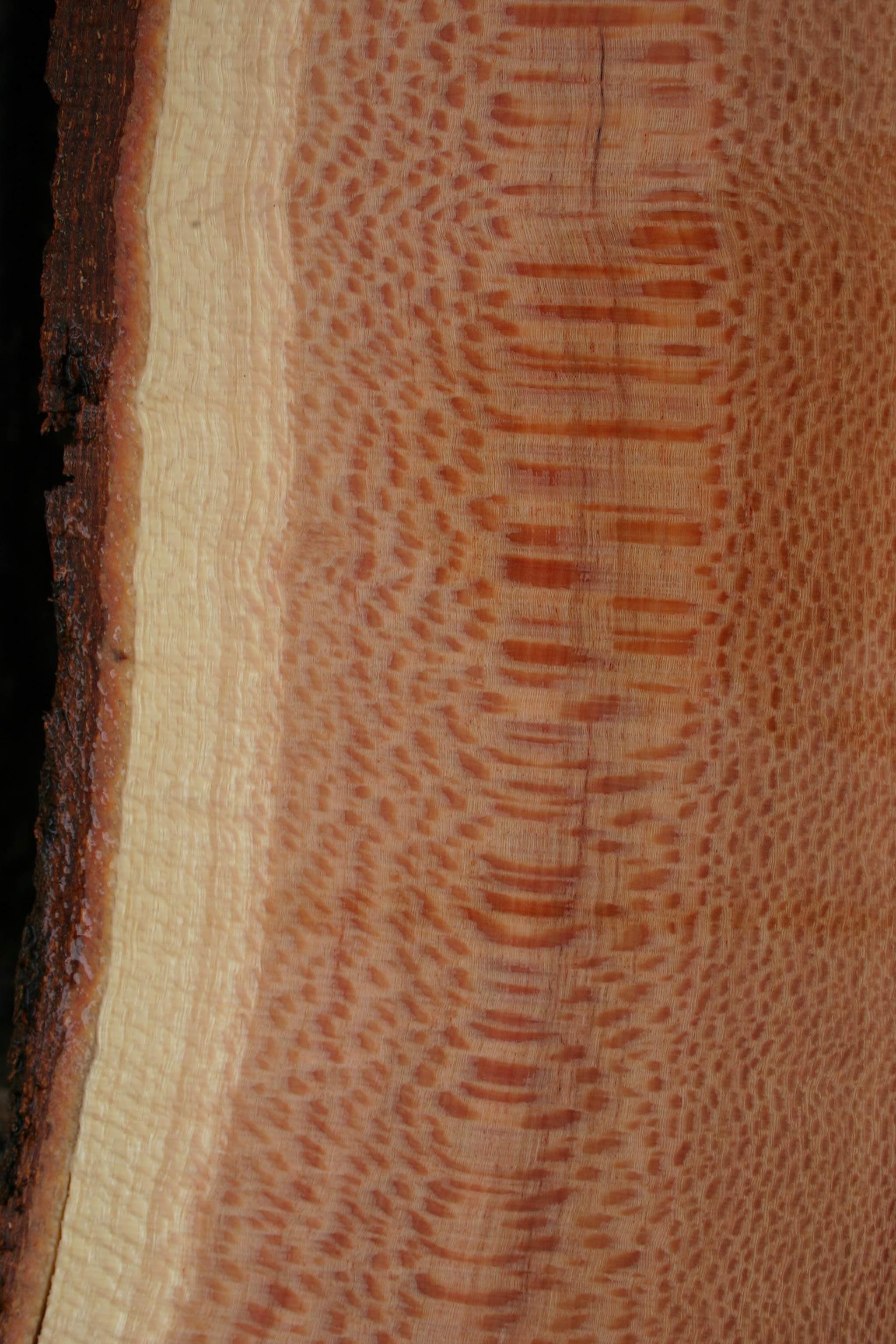
Dekorativní dřevo grevileje mohutné

Grevilea mohutná je pěstována na plantážích v různých tropických i subtropických oblastech světa pro lehké, ale pevné a pružné dřevo. Čerstvé jádrové dřevo je růžově hnědé a stárnutím získává hnědožlutou barvu, běl je smetanová. Slouží zejména k výrobě kvalitního nábytku, dekorativních dýh, parketových podlah a soustružnických výrobků, používá se však například i na lehčí stavby a telegrafní sloupy. Není příliš odolné vůči termitům. Pěstuje se v četných afrických zemích, Indii, Srí Lance, Střední i Jižní Americe. V současné době je vyváženo zejména z východní Afriky.
Grevilea mohutná je v tropech i subtropech různých částí světa poměrně často vysazována jako rychle rostoucí a přitom dlouhověký stínící strom na kávových a čajových plantážích. Na plantážích dosahuje tloušťky kmene okolo 60 cm a výšky asi 10 metrů.